# Karel Josef Adolf

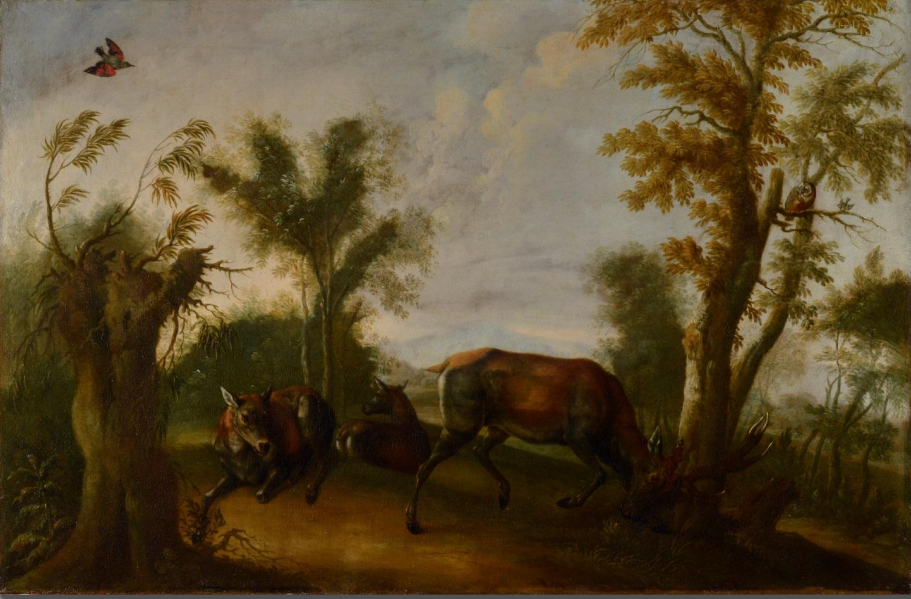
Karel Josef Adolf: Jelen s laněmi v lese (1765, Zámek Kroměříž, restaurováno 2016)

Karel Josef Adolf také jako Adolph (4. září 1715 Milotice – 5. ledna 1771 Kroměříž) byl český malíř, restaurátor a komorník ve službách olomouckých biskupů.

## Životopis

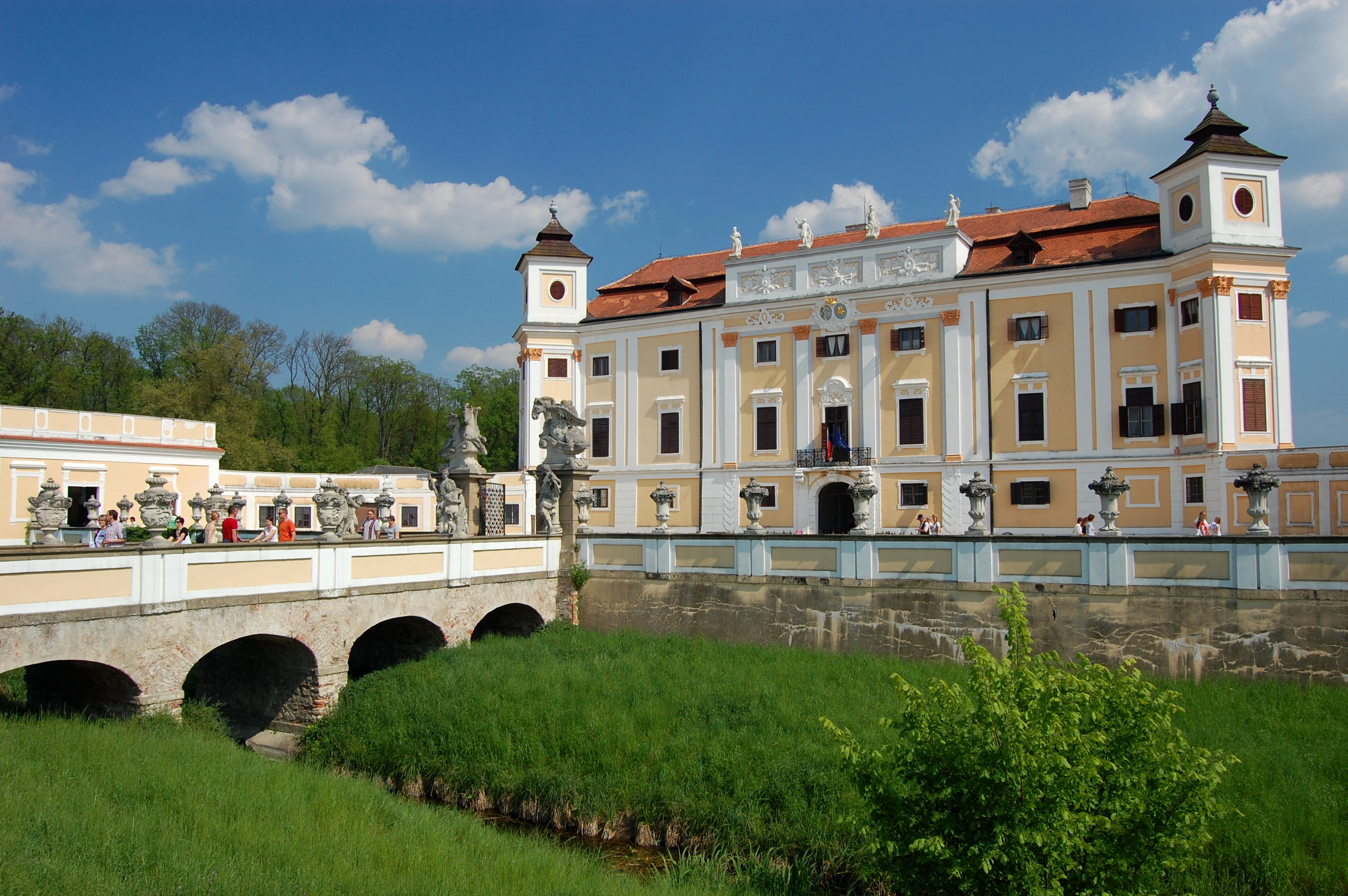
Zámek Milotice, místo narození Karla Josefa Adolfa

Byl členem rozvětvené malířské rodiny. Jeho otec Josef František Adolf (kolem 1685–1762) působil jako dvorní malíř mikulovských Ditrichštejnů a milotických Serényiů. Nejznámějším z celé rodiny však byl Karlův mladší bratr František Adolf z Freenthalu (1721–1773), absolvent Akademie výtvarných umění ve Vídni a Francouzské akademii v Paříži. František od roku 1750 pobýval v Londýně a po roce 1765 se vrátil zpět do rakouské monarchie a svými díly vyzdobil kupříkladu jídelnu letní rezidence olomouckých biskupů v Kroměříži. Již v roce 1760 je v Kroměříži znamenán jako kmotr při křtu dcery sochaře Františka Ondřeje Hirnleho.
Karel Josef se narodil při pobytu svého otce na milotickém zámku, patrně 4. září 1715, poněvadž toho dne byl pokřtěn. O vzdělání mladého Adolfa nevíme vůbec nic, můžeme pouze předpokládat, že první malířskou průpravu získal od svého otce a že snad jako jeho mladší bratr studoval na Akademii výtvarných umění ve Vídni. Po té působil jako komorník a dvorní malíř tří olomouckých biskupů: Ferdinanda Troyera (1745–1758), Leopolda Egkha (1758–1760) a Maxmiliána z Hamiltonu (1760–1776). Platil za dovedného autora loveckých zátiší a obrazů se zvířecími motivy, z nichž některé se dodnes nachází v obrazárně kroměřížského zámku. Jsou ovšem známy i jeho obrazy s alegorickými náměty, portréty či dekorativní malby. U biskupského dvora platil za znalce umění, plnil zde funkci uměleckého poradce a měl jako správce na starosti rozsáhlou biskupskou sbírku obrazů. V biskupské obrazárně fungoval i jako restaurátor, kterého využívali také jiní šlechticové.
Zemřel v Kroměříži, kde byl 5. ledna 1771 pohřben děkanem kroměřížské kapituly a pozdějším královéhradeckým biskupem Janem Leopoldem Hayem do krypty farního kostela Nanebevzetí Panny Marie.